# القمة العربية 1985 (الدار البيضاء)
مؤتمر قمة الدار البيضاء 1985م، والذي عقد في مدينة الدار البيضاء في 20 أغسطس/ آب 1985، بناءً على دعوة من الملك الحسن الثاني ملك المملكة المغربية. وصدر عن المؤتمر بيان ختامي تضمن مجموعة من القرارات أهمها:
- تأليف لجنتين لتنقية الأجواء العربية وحل الخلافات بين الأشقاء العرب.
- الاستنكار والأسف الشديد لإصرار إيران على مواصلة الحرب، وإعلان المؤتمر تعبئة جميع الجهود لوضع حد سريع للقتال.
- التنديد بالإرهاب بجميع أشكاله وأنواعه ومصادره، وفي مقدمته الإرهاب الإسرائيلي الحاصلل في فلسطين.
- المطالبة برفع الحصار الذي تفرضه ميليشيات حركة أمل الشيعية على المخيمات الفلسطينية.